# Кукшинка (приток Мшаги)
Кукшинка — река в России, протекает в Шимском районе Новгородской области. Устье реки находится в 2,5 км по левому берегу реки Мшага у деревни Мшага Воскресенская. Длина реки составляет 14 км.
На левом берегу реки стоит нежилая деревня Кукшино и, у устья, деревня Мшага Воскресенская Борского сельского поселения

## Данные водного реестра
По данным государственного водного реестра России относится к Балтийскому бассейновому округу, водохозяйственный участок реки — Шелонь, речной подбассейн реки — Волхов. Относится к речному бассейну реки Нева (включая бассейны рек Онежского и Ладожского озера).
Код объекта в государственном водном реестре — 01040200412102000025028.